# 잉차이얼

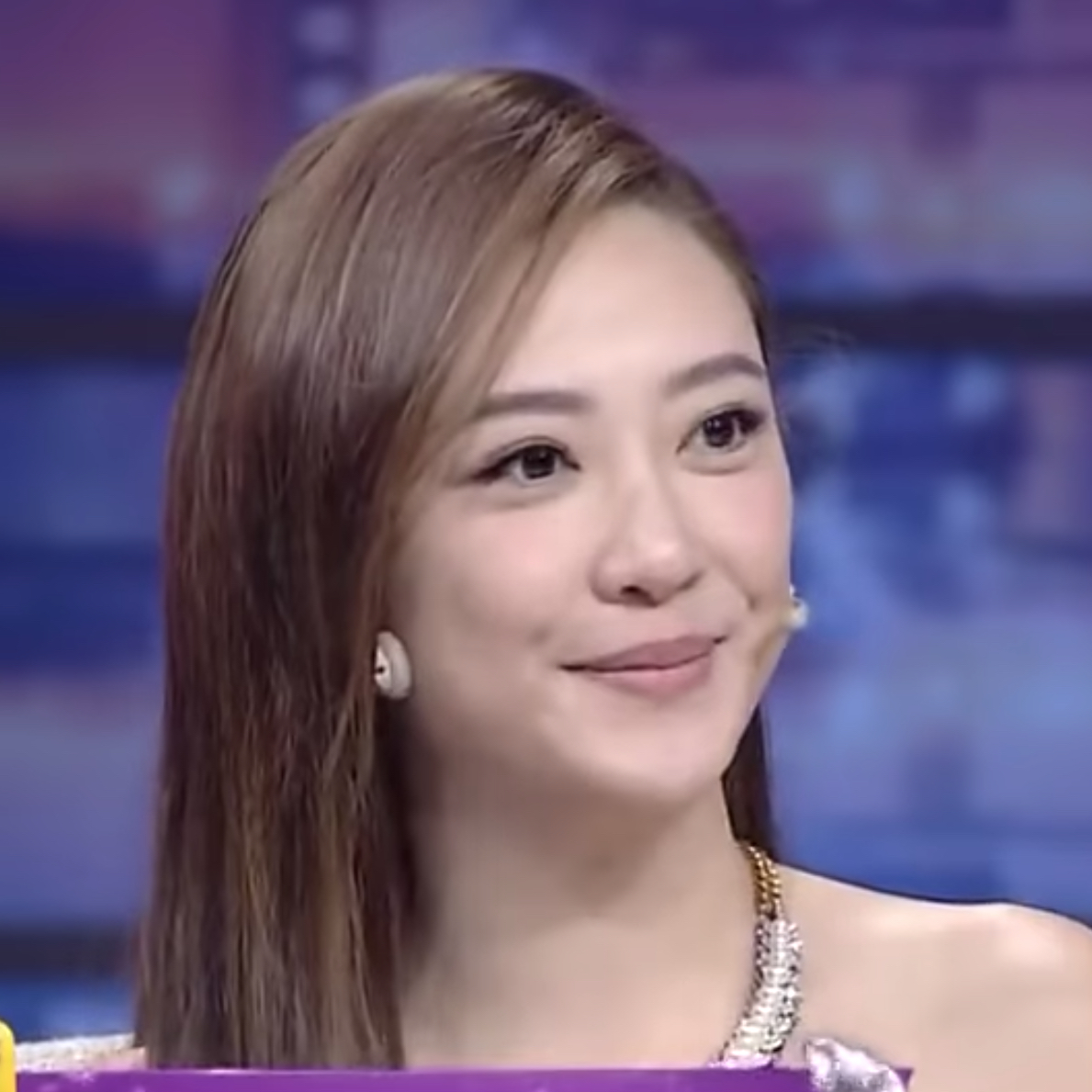

응채아(Cherrie Ying, 1983년 6월 20일 ~ )는 중화민국의 배우, 영화배우, 텔레비전 배우이다.
타이베이시에서 태어났다.

## 방송
- 심야식당
- 알 수 없는 세계, 브레인
- 천사적성
- 대당쌍룡전 2011
- 조씨고아

## 영화
- 굿 테이크! (2016년)
- 천사적성 (2015년)
- 조씨고아 (2013년)
- 더 마스크 오브 러브 (2012년)
- 대당쌍룡전 (2011년)
- 추애 (2011년)
- 양애회가 (2011년)
- 포커 킹 (2009년)
- 식신 세번째 이야기 (2009년) - 심청 역
- 정의권권 (2006년)
- 3분종선생 (2006년)
- 혈전도저 (2006년)
- 흑사회 2 (2006년)
- BB 프로젝트 (2006년)
- 동몽기연 (2005년) - 미스 리 역
- 쿵푸 허슬 마작왕 2 - 자모천후 (2005년)
- 죽음의 다이어트 (2005년)
- 희마랍아성 (2005년)
- 흑사회 (2005년)
- 칠년흔양 (2004년)
- 유도용호방 (2004년)
- 1:99 전영행동 (2003년)
- 호정 (2003년)
- 실억계녀왕 (2003년)
- 유령인간 2 - 귀미인간 (2002년)
- 아좌안견도귀 (2002년)
- 절세호B (2002년)
- 흑도풍운 (2002년)
- 역고력고신년재 (2002년)
- 흑협 2 (2002년)
- 풀 타임 킬러 (2001년)
- 댄스 오브 드림 (2001년)